# Pinus albicaulis
Pinus albicaulis (Engelm., 1863), a volte detto pino dalla corteccia bianca, è una specie di pino, appartenente alla famiglia delle Pinaceae, originaria degli Stati Uniti (Idaho, Washington, Montana, Wyoming, California, Nevada e Oregon) e del Canada (Alberta e Columbia Britannica).

## Etimologia
Il nome generico Pinus, utilizzato già dai latini, potrebbe, secondo un'interpretazione etimologica, derivare dall'antica radice indo-europea *pīt = resina. Il nome specifico albicaulis fa riferimento alla corteccia di colore grigio chiaro.

## Descrizione

### Portamento
Albero alto fino a 21 m con tronco monopodiale, talvolta contorto, che può raggiungere 1,5 m di circonferenza, inizialmente a portamento conico, con chioma marcatamente arrotondata e irregolare; i rami inferiori sono corti, contorti e ascendenti, spesso persistenti quelli alla base del tronco, quelli superiori flessibili e assurgenti. I virgulti sono robusti, puberolenti, con corti pulvini, di colore rosso-marrone pallido che con l'età diventa grigio-marrone pallido. I catafilli sono lunghi 5-7 mm, subulati, marroni, precocemente decidui e con margine intero.

### Foglie
Le foglie sono aghiformi, fascicolate in gruppi di 5, di colore verde-giallo, lunghe 3-7 cm, ricurve, con punte acute, di colore giallo-verde sulla faccia abassiale, con linee bianche stomatiche su entrambe la facce adassiali; gli stomi, normalmente, sono disposti in 2-3 linee discontinue sulle superfici adassiali, mentre sono assenti o disposti su una linea in quella abassiale. Le gemme sono acute e ovoidali, quelle terminali lunghe fino a 1 cm, quelle laterali più piccole, di colore rosso-marrone, con perule a margine intero.

### Fiori
Sono strobili maschili inizialmente rossi, poi marroni a maturazione, ovoidali-oblunghi, lunghi 1-1,5 cm, disposti numerosi sulle parti terminali dei giovani germogli. I microsporofilli sono peltati, lisci, larghi circa 1 mm.

### Frutti
Le pigne, che si sviluppano nella parte superiore della chioma, rimangono sull'albero a meno che non vengano rimosse da animali; quindi non si aprono naturalmente, ma solamente attraverso l'azione meccanica da parte degli stessi. Lunghe 4-8 cm, sessili e di colore dal grigio opaco al nero-porpora, sono ovoidali, quasi globose. Presentano apofisi molto spesse, con punte ricurve, marroni; gli umboni sono corti e ricurvi, triangolari, con punte acute. I semi sono ovoidali, lunghi 7-11 mm, marroni, senza parte alata, commestibili.

### Corteccia
La corteccia è sottile, di colore inizialmente marrone-giallastro, poi con il tempo grigio pallido, ruvida e solcata, tendente a rompersi in piccole scaglie.

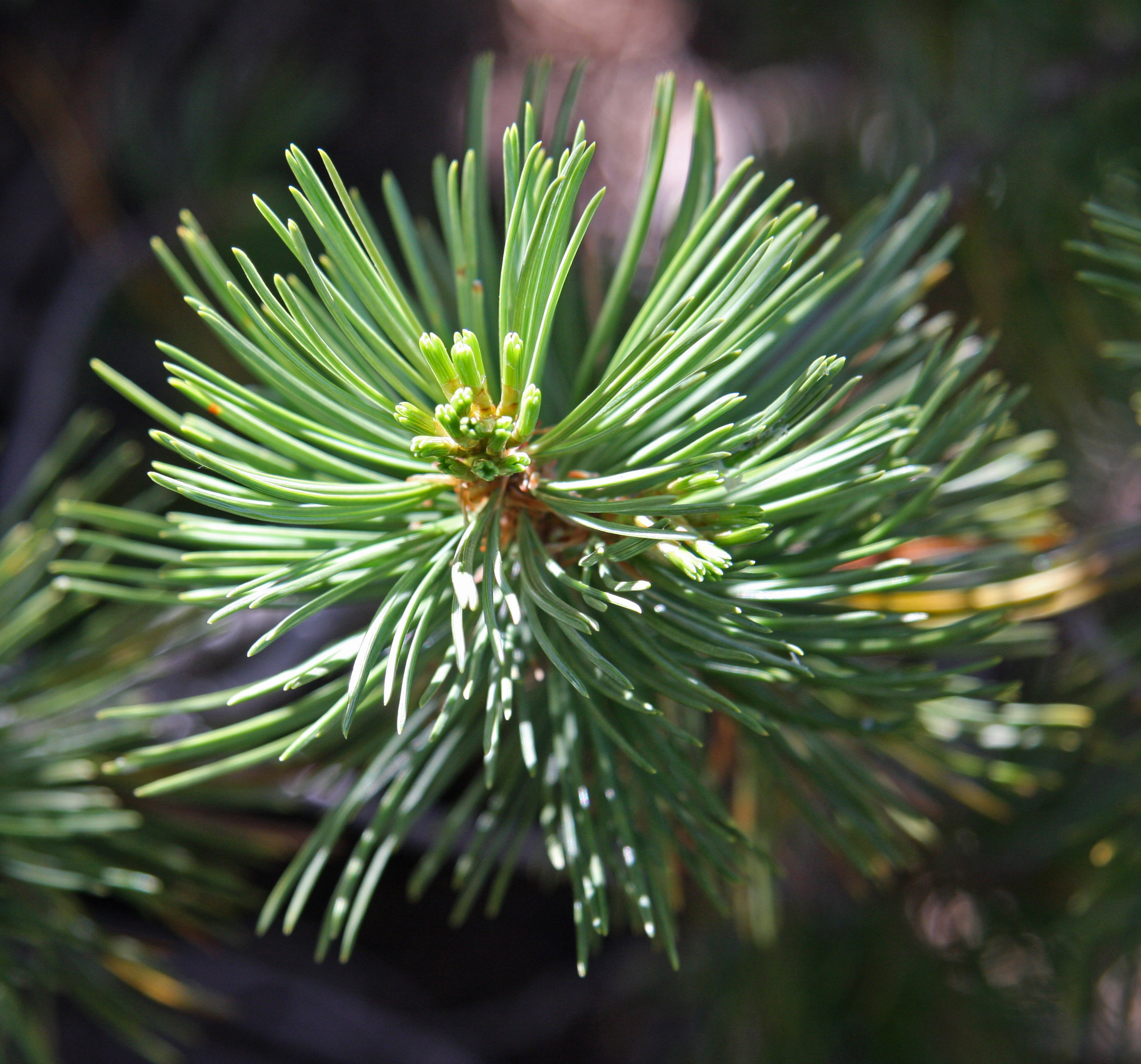
Germoglio terminale
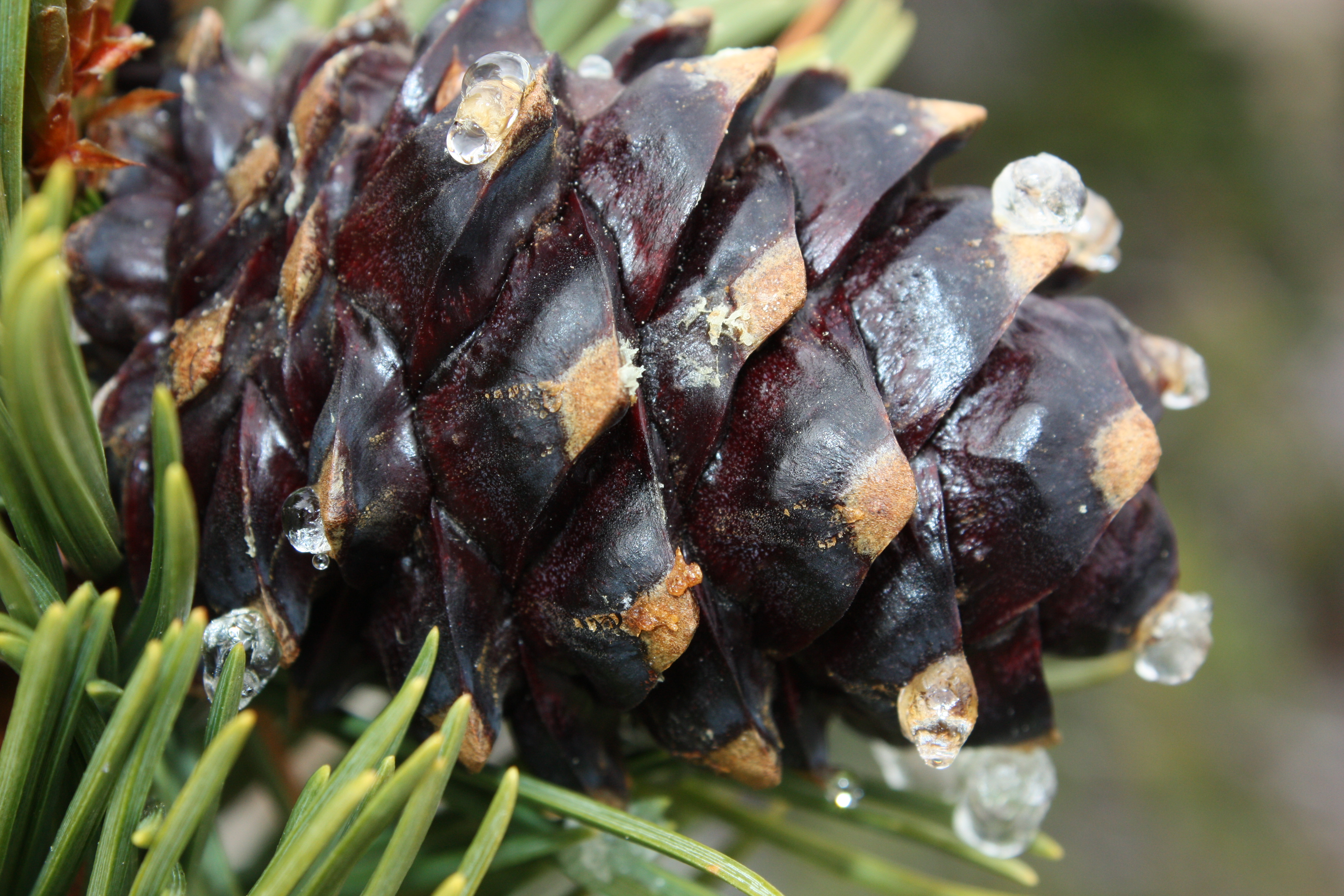
Pigna matura
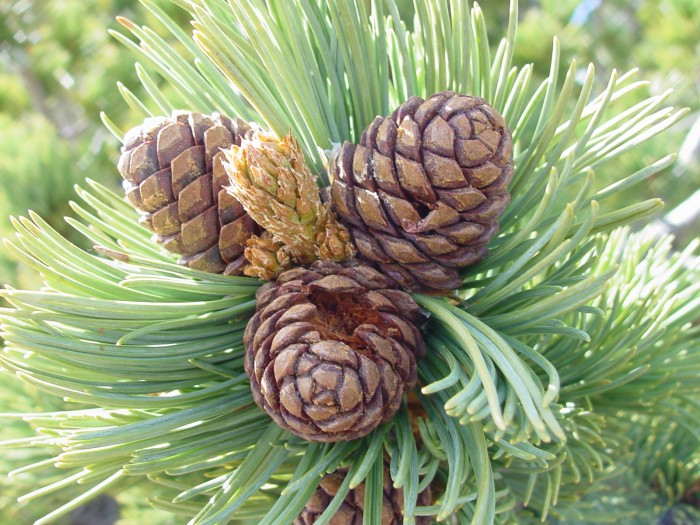
Pigne immature
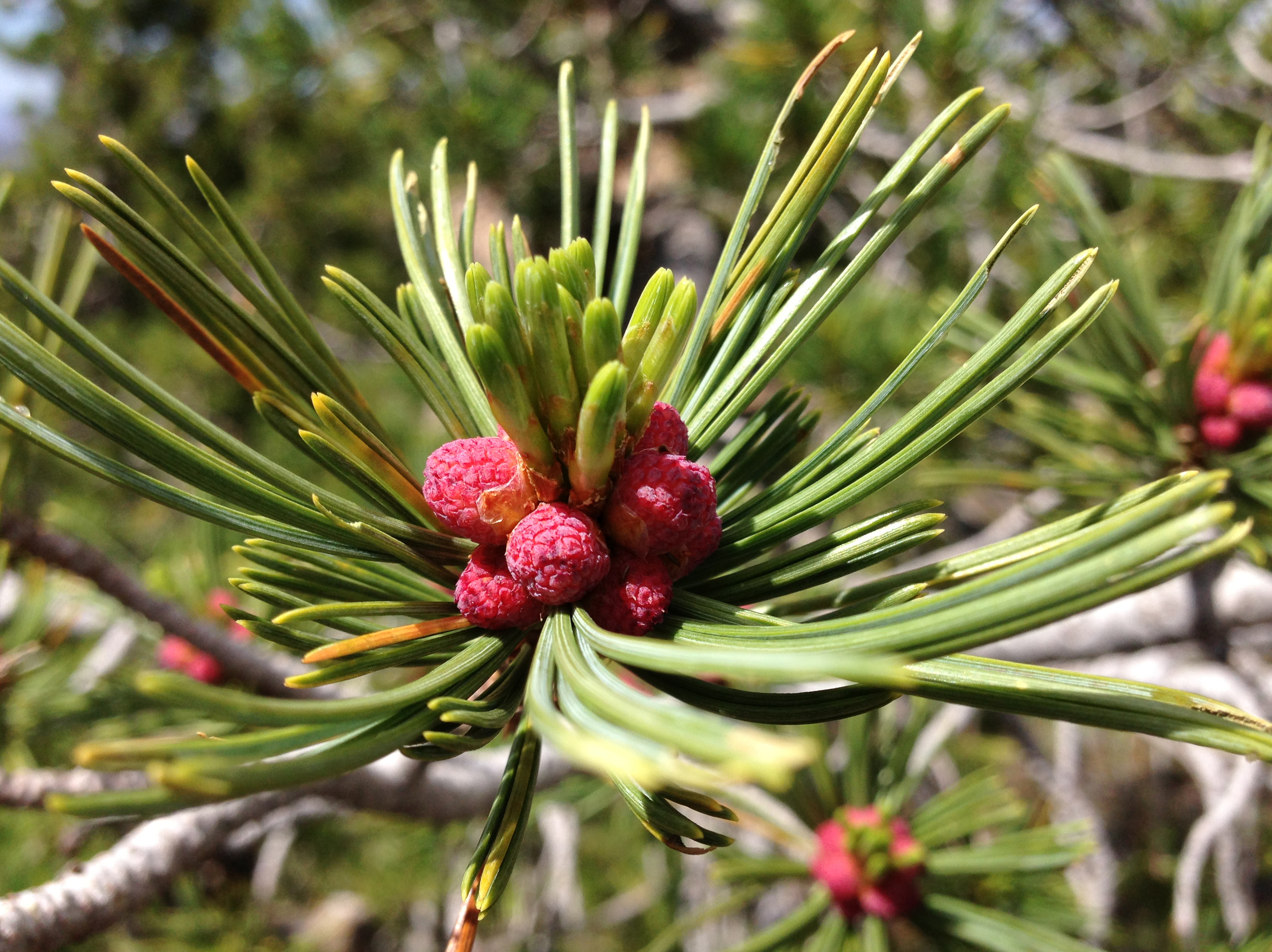
Strobilo maschile
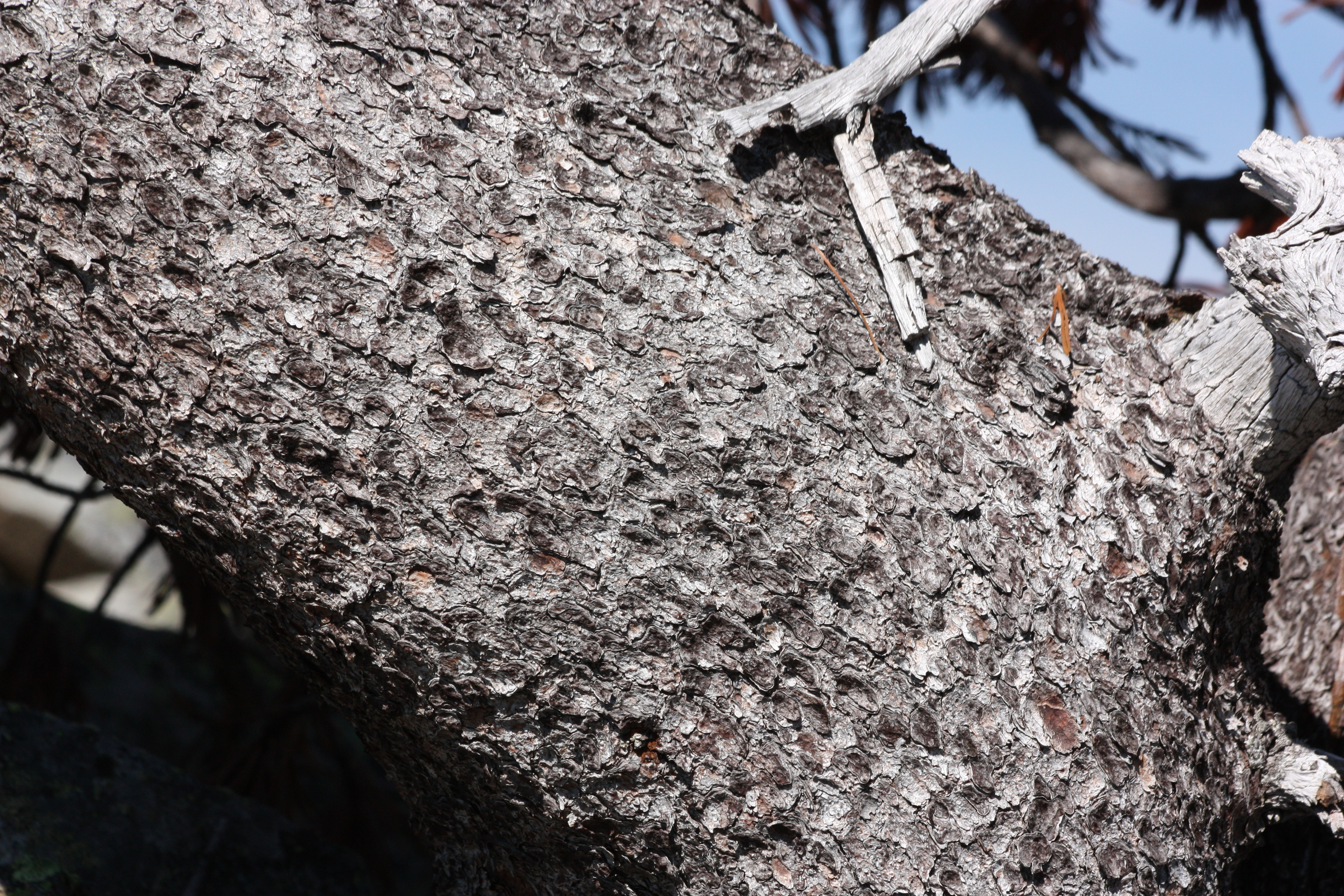
Corteccia

## Distribuzione e habitat
Vegeta fino ad altitudini di 1350 m nella parte settentrionale dell'areale, mentre nella parte più meridionale raggiunge altitudini di 3650 m; è considerata una specie di pino di alta quota, tipica delle foreste di conifere subalpine che si sviluppano al limite superiore vegetativo. Il clima di riferimento è freddo e umido, con frequenti bufere nevose caratterizzate da venti impetuosi, condizioni nelle quali compete con poche altre specie; le precipitazioni sono allo stato liquido solo durante la breve estate, tra giugno e settembre, mentre nel resto dell'anno cadono allo stato solido, con il manto nevoso che spesso ricopre interamente i giovani esemplari. Si ritrova in associazione con Abies lasiocarpa, Tsuga mertensiana, P. contorta, Picea engelmannii, Pseudotsuga menziesii, P. flexilis, Larix lyalli e P. monticola. Nel sottobosco frequentemente vegetano Vaccinium scoparium, Vaccinium globulare, Vaccinium membrenaceum, Menziesia ferruginea, Luzula hitchcockii e Xerophyllum tenax; meno comuni ma localmente dominanti Festuca idahoensis, Juncus parryi, Poa nervosa, Arctostaphylos uva-ursi e Chimaphila umbellata. I semi di P. albicaulis costituiscono una importantissima fonte alimentare per almeno una ventina di specie animali. Tra di esse, eclatante è l'esempio dell'orso grizzly del Parco nazionale di Yellowstone, le cui femmine ricavano il 40-50 % della dieta autunnale dai semi; oppure il reciproco mutualismo con una specie di corvidi, Nucifraga columbiana, che rimuovono i semi dalle pigne, senza danneggiarle, per immagazzinarli come scorta alimentare. I semi che vengono inavvertitamente rilasciati nel terreno durante questa operazione di raccolta, saranno i futuri germogli, favorendo il ricambio generazionale dei pini.

## Tassonomia
In assenza delle pigne, gli esemplari di P. albicaulis assomigliano fortemente a quelli di P. flexilis e possono essere confusi anche con quelli di un'altra specie, P. monticola.

### Sinonimi
Sono stati riportati i seguenti sinonimi:
- Apinus albicaulis (Engelm.) Rydb.
- Pinus cembroides Newb.
- Pinus flexilis var. albicaulis (Engelm.) Engelm.
- Pinus shasta Carrière

## Usi
Il pino dalla corteccia bianca ha rivestito una grande importanza economica nel passato: tra il 1860 e il 1940 enormi quantità di legno di questa specie vennero utilizzate nel Montana per l'industria mineraria, come combustibile per le fonderie e per riscaldare le case dei minatori. Ai giorni nostri, meno di mille acri all'anno vengono deforestati.

## Conservazione
Questa specie è fortemente minacciata a causa di due parassiti: la ruggine vescicolosa del pino e lo scarabeo del pino (Dendroctonus ponderosae) che, si stima, abbiano provocato una riduzione della popolazione di circa il 50 %; viene pertanto classificata come specie in pericolo (endangered) nella Lista rossa IUCN.